# Nothing in My Way
«Nothing in My Way» — песня британской рок-группы Keane, представляющая собой третий трек на их втором студийном альбоме Under the Iron Sea. 30 октября 2006 песня была издана на третьем коммерческом и четвёртом в общей сложности сингле с этого альбома в Британии. Сингл также вышел и в USB-формате тиражом, ограниченным 1500 копий, став вторым синглом такого типа в мире (первый — у французской поп-рок-группы Bubblies).
«Nothing in My Way» включена в саундтрек к игре FIFA 07.

## Список композиций

### CD-сингл
Номер в каталоге: 1712175 
1. «Nothing in My Way»
2. «Thin Air»
3. «Tyderian»

### Британский7" винил
Номер в каталоге: 1712200
1. «Nothing in My Way»
2. «Thin Air»

### 512 MB USB
- «Nothing in My Way» (аудио)
- «Nothing in My Way» (видео)
- Три скринсейвера: Автор — Корин Харди
- Ссылка на специальную страницу на сайте, для прослушивания альтернативной версии «Nothing in My Way» (исполнялась во время тура по США в следующем году).

## Написание и запись
Композиция была написана Тимом Райс-Оксли в конце 2004, впервые исполнена на Rolling Stone Roadshow, Германия, вместе с «Hamburg Song» 20 октября 2004. С 2004 до конца 2005 (в течение последних концертов Hopes and Fears Tour) называлась «Nothing in Your Way», хотя стихи остались практически неизменными.
На версии, исполняемой на концертах, присутствует органная партия, исполняемая Чаплином на его «Хаммонде».
Песня записана в Heliosentric Studios, Рай, Восточный Сассекс и в The Magic Shop, Нью-Йорк в конце 2005 года.

## Технические характеристики треков
| Песня                        | Длительность | Темп   | Ключ                                                               | Time signature   | Жанр      |
| «Nothing in My Way»          | 4:00         | 86bpm  | Bbm/Db + 0.20 (Si flat minor, Re flat on bass, detuned + 20 cents) | 4/4 on 16 beats  | Пиано-рок |
| «Thin Air»                   | 3:58         | 122bpm | C (Do major)                                                       | 4/4 on 8 beats   | Пиано-рок |
| «Tyderian»                   | 4:39         | 120bpm | G (Sol major)                                                      | 4/4+ on 32 beats | Хаус-рок  |
| «Nothing in Your Way» (Демо) | 4:00         | 86bpm  | C6 (Do sixth major)                                                | 4/4 on 8 beats   | Пиано-рок |

## Позиции в чартах
«Nothing In My Way», хотя и не достиг высших позиций среди синглов Keane, занял хорошие места во многих чартах. В UK Singles Chart песня вошла в Топ 20 на #19 место, которое стало здесь для неё пиком. В течение следующего месяца она полностью покинула Топ 40. В Аргентине и Мексике достигла #3 места, в Гренландии — #7. В большинстве чартов она остановилась в нижней части Топ 40.
| Страна/Чарт                     | Высшая позиция |
| UK Mix Chart                    | #1             |
| Mexican airplay (Alfa Radio)    | #3             |
| Аргентина                       | #3             |
| Гренландия                      | #7             |
| Nedelandse Tippeparade          | #18            |
| UK Singles Chart                | #19            |
| UK Official Download Chart      | #20            |
| Top France Airplay 100          | #20            |
| Dutch Top 40                    | #20            |
| M4B Charts                      | #21            |
| Slovakia Singles Chart          | #26            |
| Чили                            | #35            |
| Latvian airplay                 | #36            |
| Beyond Radio Charts USA         | #36            |
| Polish Singles Chart            | #43            |
| Beyond Radio Adult Rock Top 100 | #68            |
| Billboard Hot 100               | #86            |
| Россия                          | #95            |

## Музыкальный видеоклип
Музыкальным видео для «Nothing in My Way» является запись с выступления группы в ULU, срежиссированная Диком Кэрраферсом и спродюсированная Китом Хоукинсом для White House Pictures.
Версия клипа «Nothing in My Way» для США идентична британскому видео на «Crystal Ball», но без фрагментов выступления группы. В клипе снимался американский актёр Джованни Рибизи, режиссёр — Джузеппе Капотонди.